# Jazz-Posaune

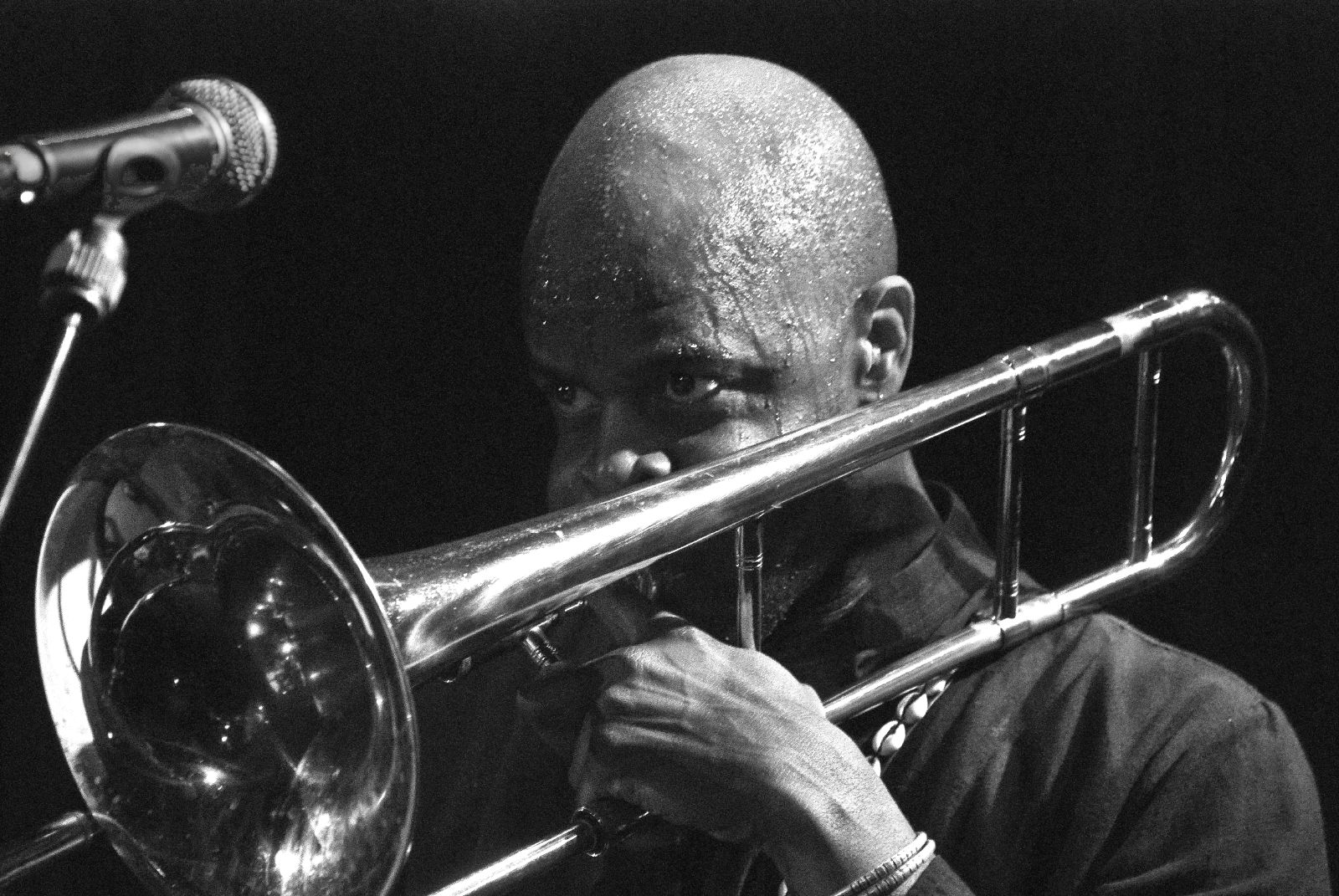
Craig Harris

Der Begriff Jazz-Posaune bezeichnet die Rolle des Posaunenspiels im Jazz.

## Übersicht
Der Jazz und insbesondere der Swing sind für die wohl größten spieltechnischen Entwicklungen seit dem Anfang des 20. Jahrhunderts verantwortlich und brachten eine Vielzahl herausragender Posaunisten hervor, in Deutschland vor allem Albert Mangelsdorff und Conny Bauer, in den USA Musiker wie Kid Ory, Jack Teagarden, Trummy Young, Tommy Dorsey, Glenn Miller, Ted Heath, Kai Winding, J. J. Johnson, Carl Fontana, Curtis Fuller, Bill Watrous, Urbie Green, Frank Rosolino, Wycliffe Gordon und Robin Eubanks.

## Die Ursprünge und Traditionslinien der Jazz-Posaune
Die Posaune begann als Rhythmus- und Harmonie-Instrument: In den frühen Tagen des Jazz war sie kaum mehr als ein geblasener Kontrabass; sie gab den Melodieinstrumenten den harmonischen Untergrund, über den sie sich frei bewegen konnten. In den Big Bands wurden Trompeten und Posaunen in der brass section zusammengefasst, der die reed section, die Saxophongruppe gegenüberstand.
Der Jazzkritiker Joachim-Ernst Berendt sah in Kid Ory (1886–1973) den größten Posaunisten des New Orleans Jazz (Ory baute auf Zue Robertson auf, dessen Spiel jedoch nur vereinzelt dokumentiert ist). Weitere Posaunisten dieser frühen Richtung waren Honoré Dutrey (1894–1935) und Preston Jackson (1902–1983). Berendt sah in der ersten Ausgabe seines Jazzbuchs von 1953 von diesen Musikern sowie dem weißen Posaunisten George Brunies aus vier Hauptlinien des Posaunenspiels in der Jazzmusik.

Juan Tizol (1943)

- Die erste Linie ging von Kid Ory aus; sie führte über Jimmy Harrison (1900–1931), der im Fletcher Henderson Orchester spielte, zu Dickie Wells (1907–1985) und Trummy Young (1912–1984), dem Posaunisten bei Jimmy Lunceford und Louis Armstrong. Ans Ende dieser Entwicklungslinie stellt Berendt den ersten wichtigen Posaunisten des Modern Jazz, J. J. Johnson (1924–2001).

- Von Preston Jackson läuft eine zweite Linie über Jimmy Archey (1902–1967), der in Luis Russells Orchester spielte und später in der New Orleans Revival-Bewegung aktiv war, zu Vic Dickenson (1906–1984); dieser war ein weiteres Vorbild für J. J. Johnson.

- Ausgehend von George Brunies waren Miff Mole (1898–1961), Jack Teagarden (1905–1964) und Tommy Dorsey (1905–1956) das Dreigestirn der Posaunisten des Chicago-Jazz-Stils. Dorsey wiederum war Vorbild für Bill Harris (1916–1973), Solist in der Woody Herman Band, und für Kai Winding, der mit J. J. Johnson zusammenarbeitete.

- Eine vierte Entwicklungslinie sieht Berendt ausgehend von Honoré Dutrey über den früh verstorbenen Charlie Green (um 1895–1936), der in Fletcher Hendersons Orchester spielte, zu den legendären Posaunisten des Duke Ellington Orchesters, Tricky Sam Nanton (1904–1946), Juan Tizol (1900–1984) und Lawrence Brown (1907–1988). Andre Asriel stellte der aus New Orleans stammenden rauen Tailgate-Posaune die melodisch-respondierende Blues-Spielweise von Charlie Green gegenüber und betonte die Rolle von Tricky Sam Nanton, der die Growl-Technik von der Trompete übernahm. Seit Jimmy Harrison wird nach seiner Ansicht die Posaune melodiöser geblasen.[3]

## Wichtige Posaunisten des Modern Jazz

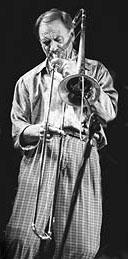
Albert Mangelsdorff

Bill Harris (1916–1973) gilt als wichtiges Bindeglied zwischen Swing und Bebop. Unter dem Einfluss von Harris (und J. J. Johnson) standen viele Posaunisten der Nachkriegszeit wie Quentin Jackson, Urbie Green, Melba Liston, Jimmy Cleveland und Frank Rehak, die in zahlreichen Bigband-Projekten von Oliver Nelson, Miles Davis/Gil Evans oder Quincy Jones mitwirkten.
J. J. Johnson gilt als wichtigster Posaunist des Bebop; später war er stilbildend mit seiner erfolgreichen Kooperation mit dem Posaunisten Kai Winding (1922–1983) als Jay and Kai sowie den Four Trombones-Projekt mit Winding; Eddie Bert, Willie Dennis und Urbie Green. Durch einen immer schlanker werdenden Ton und eine bis dahin ungeahnte Beweglichkeit konnte sich die Posaune nun in ihren Spielmöglichkeiten deutlich dem Saxophon annähern.
Bob Brookmeyer (1929–2011) als von Barry Harris beeinflusste Musiker des Cool Jazz setzte die Ventilposaune im Modern Jazz durch. Curtis Fuller (1934–2021) gilt als bedeutender Posaunist des Hardbop, besonders in seinem Spiel im Art Farmer/Benny GolsonJazztet um 1960, versehen mit einem unverwechselbaren Personalstil. Slide Hampton (1932–2021) knüpfte mit seinem Oktett 1959 an das legendäre Miles Davis Capitol-Orchester (Birth of the Cool) an.
Jimmy Knepper kombinierte die Einflüsse alter Posaunisten wie J. C. Higginbotham, Jack Teagarden, Lawrence Brown und Dickie Wells mit moderneren Spielweisen und setzte neben J. J. Johnson neue Akzente im Posaunenspiel.
Er war in Charles Mingus Bands, u. a. bei Tijuana Moods, The Clown, Mingus Ah Um und Nostalgia in Times Square.
Grachan Moncur III (1937–2022) gilt als der erste Posaunist, der Mitte der 1960er Jahre aus dem Schatten von J. J. Johnson treten konnte. Er war mehr an Sounds und Klängen als instrumentaler Technik interessiert. Ein weiterer Avantgarde-Jazz-Posaunist ist Roswell Rudd (1935–2017); Richard Cook und Brian Morton bezeichnen ihn als einen der phantasievollsten Posaunisten seit J. J. Johnson. Julian Priester (* 1935) war prägend als Jazzrock-Posaunist im Herbie Hancock Sextett; er spielte u. a. auch in dem pianolosen Max Roach Quintett. George Lewis (* 1952) ging als herausragender Posaunist aus dem Chicagoer AACM-Kreis hervor. Dort wirkte auch Joseph Bowie (* 1953); er trug die Free-Jazz-Posaune in den Funk-Jazz.

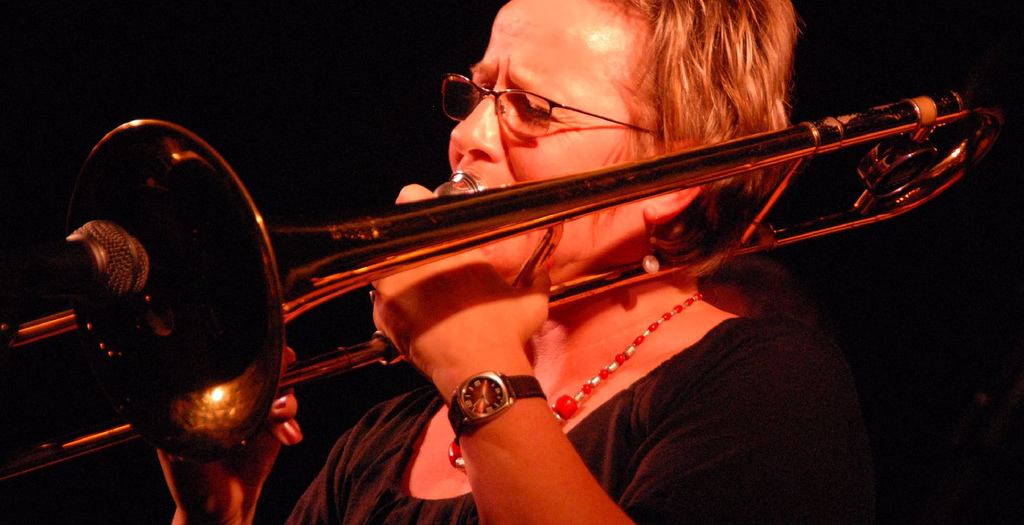
Annie Whitehead

Der Deutsche Albert Mangelsdorff (1928–2005) gilt als Erneuerer des Posaunenspiels. Er entwickelte das multiphone Posaunenspiel durch mehrstimmige Spielweise. Eje Thelin (1938–1990), Mangelsdorff, Willem van Manen und Paul Rutherford (1940–2007) stehen für die europäische Tradition des Posaunenspiels. Diese Traditionslinie hatte Einfluss auf jüngere Posaunisten wie den Österreicher Christian Radovan, die Engländerin Annie Whitehead, die Deutschen Hannes Bauer und Nils Wogram und den Niederländer Wolter Wierbos. Auf der Zugposaune wurde die Zungentechnik im schnellen Legatospiel von Bob McChesney weiter entwickelt.
Wycliffe Gordon (* 1967) ist bekannt für seine Rückgriffe auf die Jazztradition. Posaunisten des Modern Creative Jazz sind Ray Anderson, Steve Turré, Craig Harris, Art Baron und Robin Eubanks.
Weitere bekannte Jazz-Posaune-Interpreten sind Shannon Barnett (* 1982), Conny Bauer (* 1943), Günter Bollmann (* 1973), Lou Blackburn (1922–1990), Marty Cook (* 1947), Frans Van Dyck (1923–2018), Carl Fontana (1928–2003), Curtis Fuller (1934–2021), Gerhard Gschlößl (* 1967), Conrad Herwig (* 1959), Nils Landgren (* 1956), * Mauro Ottolini (* 1972), Matthias Muche (* 1972), Ludwig Nuss (* 1961), Frank Rosolino (1926–1978), Stefan Lottermann (* 1965), Jiggs Whigham (* 1943), Joe Gallardo (* 1962) oder Britt Woodman (1920–2000).

## Wichtige Alben der Jazz-Posaune seit der LP-Ära

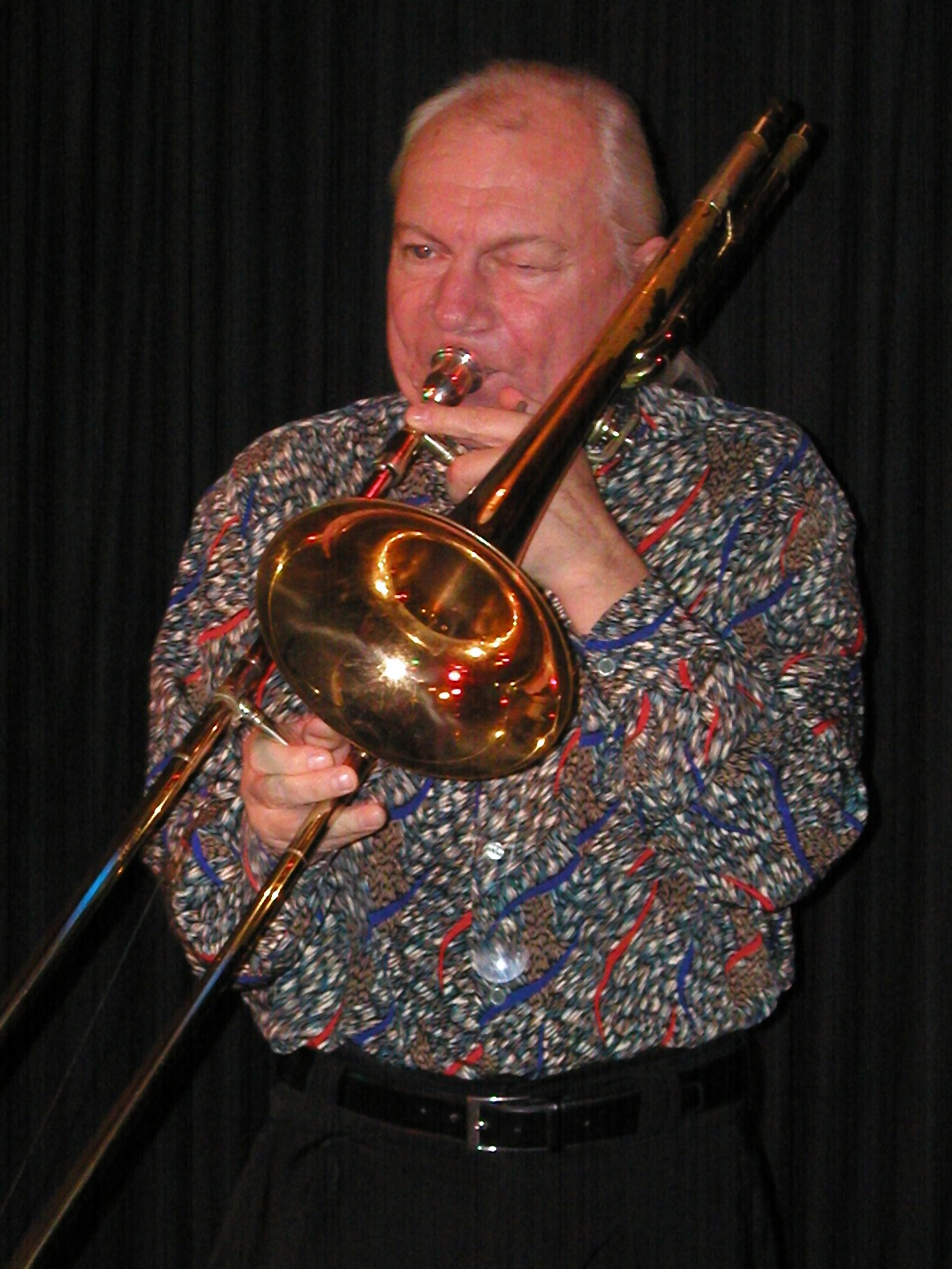
Conny Bauer (Club W71 2007)

- Ray Anderson: Heads and Tales (Enja, 1995)[10]
- Ray Anderson/Lew Soloff: Where Home Is (Enja, 1998)
- Bob Brookmeyer & Jimmy Giuffre: Traditionalism Revisited (Blue Note Records, 1957)
- Bob Brookmeyer: The Dual Role of Bob Brookmeyer (OJC, 1954–1955)
- Vic Dickenson: Gentleman of the Trombone (Storyville, 1975)
- Curtis Fuller: Curtis Fuller with Red Garland (OJC, 1957)
- Curtis Fuller: Blues-ette (Savoy Records, 1959)
- Wycliffe Gordon: What You Dealin´ With (Criss Cross, 2001)
- Bill Harris/Ben Webster/Jimmy Rowles: Bill Harris and Friends (OJC, 1957)
- J. J. Johnson: The Eminent Jay Jay Johnson (Blue Note, 1953–1955)
- Jimmy Knepper: I Dream Too Much (Soul Note, 1984)
- George Lewis: Homage to Charlie Parker (Black Saint, 1979)
- Albert Mangelsdorff: Purity (Mood, 1990) (solo)
- Grachan Monchur III.: Evolution (Blue Note, 1963)
- Jackie McLean/Grachan Moncur III.: Destination... Out! (Blue Note, 1963)
- Roswell Rudd: Flexible Flyer (Black Lion, 1974)
- Archie Shepp mit Grachan Moncur und Roswell Rudd: Mama Too Tight (Impulse! Records, 1966)
- Kai Winding/J. J. Johnson: The Great Jay and Kai (Impulse, 1960), Nuf Said (Rhino, 1955)
- Jazz Club Mainstream – Trombone (Verve-Anthologie mit * Dickie Wells, Trummy Young, Jack Teagarden. Vic Dickenson, Bill Harris, J. J. Johnson, Kai Winding, J. C. Higginbotham, Quentin Jackson, Carl Fontana, Claude Jones, Benny Morton, Urbie Green, George Matthews)